# Open de Nice Côte d'Azur 2010 - Qualificazioni singolare
Le qualificazioni del singolare  dell'Open de Nice Côte d'Azur 2010 sono state un torneo di tennis preliminare per accedere alla fase finale della manifestazione. I vincitori dell'ultimo turno sono entrati di diritto nel tabellone principale. In caso di ritiro di uno o più giocatori aventi diritto a questi sono subentrati i lucky loser, ossia i giocatori che hanno perso nell'ultimo turno ma che avevano una classifica più alta rispetto agli altri partecipanti che avevano comunque perso nel turno finale.
Le qualificazioni del Open de Nice Côte d'Azur  2010 prevedevano 17 partecipanti di cui 4 sono entrati nel tabellone principale.

## Teste di serie
1. Illja Marčenko (Qualificato)
2. Michał Przysiężny (secondo turno)
3. Kevin Anderson (ultimo turno)
4. Robby Ginepri (ultimo turno)

1. Steve Darcis (Qualificato)
2. David Guez (Qualificato)
3. Laurent Recouderc (ultimo turno)
4. Ivan Serheev (secondo turno)

## Qualificati
1. Illja Marčenko
2. Adrian Mannarino

1. Steve Darcis
2. David Guez

## Tabellone

### Legenda
| - Q = Qualificato - WC = Wild card - LL = Lucky loser | - ALT = Alternate - SE = Special Exempt - PR = Protected Ranking | - w/o = Walkover - r = Ritirato - d = Squalificato |

### Sezione 1
|  | Primo turno | Primo turno | Primo turno | Primo turno | Primo turno |  |  | Secondo turno | Secondo turno  | Secondo turno  | Secondo turno | Secondo turno |   |   | Ultimo turno | Ultimo turno   | Ultimo turno | Ultimo turno | Ultimo turno |  |
|  |             |             |             |             |             |  |  |               |                |                |               |               |   |   |              |                |              |              |              |  |
|  |             |             |             |             |             |  |  |               |                |                |               |               |   |   |              |                |              |              |              |  |
|  |             |             |             |             |             |  |  | 1             | Illja Marčenko | Illja Marčenko | 7             | 7             |   |   |              |                |              |              |              |  |
|  |             |             |             |             |             |  |  |               | Dušan Vemić    | Dušan Vemić    | 5             | 63            |   |   |              |                |              |              |              |  |
|  |             |             |             |             |             |  |  |               |                |                |               |               |   |   | 1            | Illja Marčenko | 6            | 65           | 6            |  |
|  |             |             |             |             |             |  |  |               |                | 7              | L Recouderc   | 4             | 7 | 3 |              |                |              |              |              |  |
|  |             |             |             |             |             |  |  |               | Dmitrij Sitak  | Dmitrij Sitak  | 1             | 1             |   |   |              |                |              |              |              |  |
|  |             |             |             |             |             |  |  | 7             | L Recouderc    | L Recouderc    | 6             | 6             |   |   |              |                |              |              |              |  |
|  |             |             |             |             |             |  |  |               |                |                |               |               |   |   |              |                |              |              |              |  |

### Sezione 2
|  | Primo turno | Primo turno | Primo turno | Primo turno | Primo turno |  |  | Secondo turno | Secondo turno    | Secondo turno    | Secondo turno | Secondo turno |    |   | Ultimo turno     | Ultimo turno     | Ultimo turno | Ultimo turno | Ultimo turno |  |
|  |             |             |             |             |             |  |  |               |                  |                  |               |               |    |   |                  |                  |              |              |              |  |
|  |             |             |             |             |             |  |  |               |                  |                  |               |               |    |   |                  |                  |              |              |              |  |
|  |             |             |             |             |             |  |  | 2             | M Przysiężny     | M Przysiężny     | 2             | 4             |    |   |                  |                  |              |              |              |  |
|  |             |             |             |             |             |  |  |               | Adrian Mannarino | Adrian Mannarino | 6             | 6             |    |   |                  |                  |              |              |              |  |
|  |             |             |             |             |             |  |  |               |                  |                  |               |               |    |   | Adrian Mannarino | Adrian Mannarino | 65           | 7            | 6            |  |
|  |             |             |             |             |             |  |  |               |                  | J Eysseric       | J Eysseric    | 7             | 63 | 4 |                  |                  |              |              |              |  |
|  |             |             |             |             |             |  |  |               | J Eysseric       | 4                | 6             | 7             |    |   |                  |                  |              |              |              |  |
|  |             |             |             |             |             |  |  | 8             | Ivan Serheev     | 6                | 0             | 5             |    |   |                  |                  |              |              |              |  |
|  |             |             |             |             |             |  |  |               |                  |                  |               |               |    |   |                  |                  |              |              |              |  |

### Sezione 3
|  | Primo turno | Primo turno | Primo turno | Primo turno | Primo turno |  |  | Secondo turno | Secondo turno  | Secondo turno  | Secondo turno | Secondo turno |   |   | Ultimo turno | Ultimo turno   | Ultimo turno   | Ultimo turno | Ultimo turno |  |
|  |             |             |             |             |             |  |  |               |                |                |               |               |   |   |              |                |                |              |              |  |
|  |             |             |             |             |             |  |  |               |                |                |               |               |   |   |              |                |                |              |              |  |
|  |             |             |             |             |             |  |  | 3             | Kevin Anderson | Kevin Anderson | 6             | 6             |   |   |              |                |                |              |              |  |
|  |             |             |             |             |             |  |  |               | Peter Torebko  | Peter Torebko  | 2             | 3             |   |   |              |                |                |              |              |  |
|  |             |             |             |             |             |  |  |               |                |                |               |               |   |   | 3            | Kevin Anderson | Kevin Anderson | 4            | 3            |  |
|  |             |             |             |             |             |  |  |               |                | 5              | Steve Darcis  | Steve Darcis  | 6 | 6 |              |                |                |              |              |  |
|  |             |             |             |             |             |  |  |               | Bruno Soares   | Bruno Soares   | 2             | 1             |   |   |              |                |                |              |              |  |
|  |             |             |             |             |             |  |  | 5             | Steve Darcis   | Steve Darcis   | 6             | 6             |   |   |              |                |                |              |              |  |
|  |             |             |             |             |             |  |  |               |                |                |               |               |   |   |              |                |                |              |              |  |

### Sezione 4
|  | Primo turno      | Primo turno      | Primo turno      | Primo turno | Primo turno |  |  | Secondo turno | Secondo turno   | Secondo turno   | Secondo turno | Secondo turno |   |   | Ultimo turno | Ultimo turno  | Ultimo turno | Ultimo turno | Ultimo turno |  |
|  |                  |                  |                  |             |             |  |  |               |                 |                 |               |               |   |   |              |               |              |              |              |  |
|  |                  |                  |                  |             |             |  |  |               |                 |                 |               |               |   |   |              |               |              |              |              |  |
|  |                  |                  |                  |             |             |  |  | 4             | Robby Ginepri   | Robby Ginepri   | 6             | 7             |   |   |              |               |              |              |              |  |
|  | Thomas Schoorel  | Thomas Schoorel  | Thomas Schoorel  | 6           | 6           |  |  |               | Thomas Schoorel | Thomas Schoorel | 2             | 68            |   |   |              |               |              |              |              |  |
|  | Nicolas Renavand | Nicolas Renavand | Nicolas Renavand | 4           | 4           |  |  |               |                 |                 |               |               |   |   | 4            | Robby Ginepri | 6            | 5            | 4            |  |
|  |                  |                  |                  |             |             |  |  |               |                 | 6               | David Guez    | 3             | 7 | 6 |              |               |              |              |              |  |
|  |                  |                  |                  |             |             |  |  |               | Thomas Oger     | Thomas Oger     | 3             | 4             |   |   |              |               |              |              |              |  |
|  |                  |                  |                  |             |             |  |  | 6             | David Guez      | David Guez      | 6             | 6             |   |   |              |               |              |              |              |  |
|  |                  |                  |                  |             |             |  |  |               |                 |                 |               |               |   |   |              |               |              |              |              |  |